# Сулея (робітниче селище)
Сулея (рос. Сулея) — робітниче селище в Саткинському районі Челябінської області Російської Федерації.
Населення становить 3128 осіб (2017). Входить до складу муніципального утворення Сулеїнське сільське поселення.

## Історія
Згідно із законом від 17 листопада 2004 року органом місцевого самоврядування є Сулеїнське сільське поселення .

## Населення
| 1959   | 1970    | 1979  | 1989  | 2002  | 2005  | 2006  |
| ------ | ------- | ----- | ----- | ----- | ----- | ----- |
| 11 985 | ↘10 327 | ↘3684 | ↘3095 | ↘2941 | ↘2867 | ↗3164 |
| 2007   | 2008    | 2009  | 2010  | 2011  | 2012  | 2013  |
| ↗3166  | ↘3015   | ↗3219 | ↘3183 | ↗3191 | ↗3223 | ↗3260 |
| 2014   | 2015    | 2016  | 2017  |       |       |       |
| ↘3231  | ↘3182   | ↘3154 | ↘3128 |       |       |       |